# Águila de Cartagena
El Águila de Cartagena fue un equipo de béisbol de la Liga Colombiana de Béisbol Profesional con una participación única en el torneo durante la temporada 2002-03 con sede en la ciudad de Cartagena de Indias en el Estadio Once de Noviembre finalizando subcampeón en el torneo.
El equipo reemplazó a Indios de Cartagena en la liga colombiana finalizando en la temporada regular segundo con un total de 17 victorias en 36 juegos disputados lo que le sirvió para disputar la serie Pre-Play Off ante el rival de patio Tigres de Cartagena ganando un cupo en la final con la serie a favor 3-2, en la final se encontraría al defensor del título Eléctricos de Barranquilla perdiendo los tres primeros juegos de la serie, dos en Barranquilla y uno en Cartagena de Indias logró obtener una victoria en el cuarto juego dejando la serie en contra 3-1, pero finalmente en el quinto juego en el Estadio Once de Noviembre perdería 12x2 cediendo así el título para el rival. Siendo esa su única participación en el torneo dejó el camino libre a la aparición de Leones de Cartagena que lo reemplazaría en la temporada siguiente.

## Participaciones
- temporada 2002-2003: Subampeón (Única)

| Equipo              | JG | JP | JJ | Temp. | Puntaje |
| ------------------- | -- | -- | -- | ----- | ------- |
| Águila de Cartagena | 21 | 25 | 46 | 1     | 0.457   |